# باتیستا، پانگاسینان
باتیستا، پانگاسینان (به لاتین: Bautista, Pangasinan) منطقه‌ای مسکونی در فیلیپین است که در پانگاسینان واقع شده‌است.

## خصوصیات
باتیستا ۴۶٫۳۳ کیلومترمربع مساحت دارد.